# Tatiewo
Tatiewo (ros. Татево) – wieś (sieło) w Rosji, w obwodzie twerskim, w rejonie olenińskim. W 2021 liczyła 295 mieszkańców.